# Amictus
Amictus is een vliegengeslacht uit de familie van de wolzwevers (Bombyliidae). De wetenschappelijke naam van het geslacht werd voor het eerst geldig gepubliceerd in 1817 door Wiedemann.

## Soorten
- A. compressus (Fabricius, 1805)
- A. insularis (Rondani, 1863)
- A. pictus Loew, 1869
- A. pulchellus Macquart, 1849
- A. strigilatus Loew, 1869
- A. validus Loew, 1869
- A. variegatus (Meigen, 1835)